# Marie Laforêt
Marie Laforêt, ursprungligen Maïtena Marie Brigitte Douménach, född 5 oktober 1939 i Soulac-sur-Mer, Nouvelle-Aquitaine, död 2 november 2019 i Genolier, Vaud, var en fransk-schweizisk sångerska och skådespelare.

## Roller i urval
- 1960 – Het sol
- 1961 – Flickan med de gyllene ögonen
- 1963 – För en kvinnas skull
- 1964 – La chasse à l'homme
- 1965 – Den blå pantern
- 1965 – Håll masken, tomtegubbar
- 1979 – Flic ou Voyou
- 1984 – Joyeuses Pâques
- 1984 – Les Morfalous
- 1985 – Tango – Gardels exil
- 1995 – Vad lider natten?